# Salmis de palombes

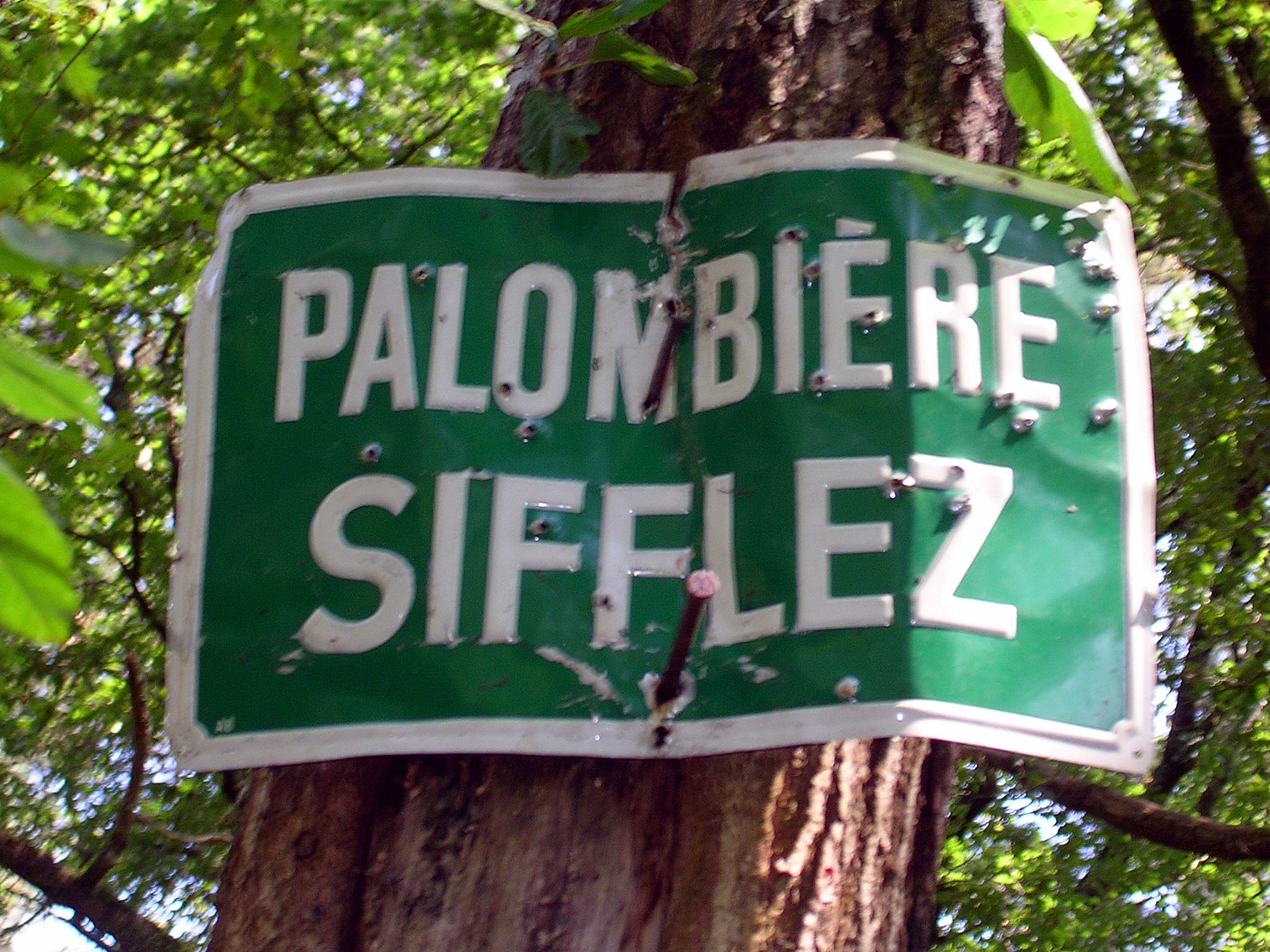
Hinweisschild auf eine Palombière, der traditionellen Jagdhütte für die Ringeltaubenjagd

Salmis de palombes ist ein traditionelles Fleischgericht der Französischen Küche. 

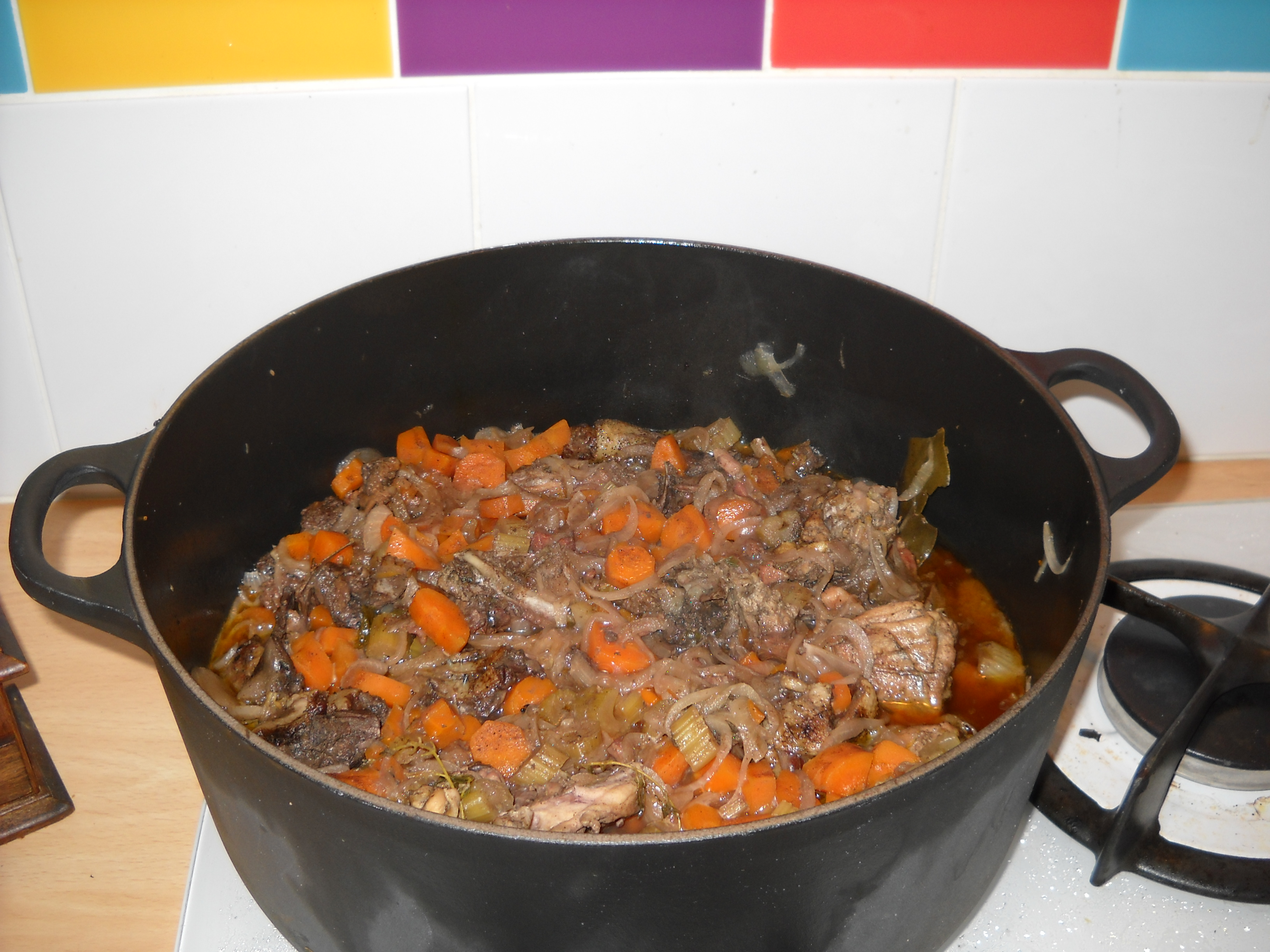
Salmis mirepoix et carcasse

Besonders häufig wird dieses Salmis im Südwesten Frankreichs zubereitet. Verwendet werden dafür gewöhnlich Ringeltauben, die ganz normal im Ofen gebraten werden. Die Besonderheit des Gerichts liegt in der Sauce, die zu den gebratenen Tauben serviert wird. Dabei werden die Innereien der Taube mit Gemüse wie Karotten und Zwiebeln in Gänsefett angebraten, mit Rotwein und Brühe aufgegossen und für zwei Stunden langsam gekocht. Die gebratenen Tauben werden mit dieser Sauce begossen und kurz vor dem Servieren mit Armagnac flambiert. 
Gejagt werden die Ringeltauben in sogenannten Palombières (Jagdhütten), die speziell zur Jagd auf Ringeltauben verwendet werden. Sie werden meist von einer Gemeinschaft von Jägern unterhalten. Angelockt werden die Tauben mit einem Lockvogel und werden dann häufig mit Netzen gefangen. Bei der Ringeltaubenjagd steht dabei das soziale Miteinander häufig mehr im Vordergrund als der Fang der Tauben. Männer einer palombières verbringen dort die Zeit mit Essen und Trinken.